# Ulota ventricosa
Ulota ventricosa är en bladmossart som beskrevs av Nicolajs Malta 1927. Ulota ventricosa ingår i släktet ulotor, och familjen Orthotrichaceae. Inga underarter finns listade i Catalogue of Life.